# 岩崎勝太郎
岩崎 勝太郎（いわさき かつたろう、1914年10月8日 - 1991年5月10日）は、日本の実業家・経営コンサルタントで、元岩崎勝商事社長。三菱財閥の創始者・岩崎弥太郎の孫として東京都に生まれた。学歴は東京帝国大学法学部政治学科卒業。称号（現学位）は法学士（東京大学）。岩崎勝太郎の父・岩崎豊弥は郷純造の四男として生まれ、数え2歳で弥太郎の養子となった。

## 人物
祖父の弥太郎に似て事業旺盛な人物として知られ、勝太郎が社長を務めた岩崎勝商事（のちに岩崎商事と改称）は三菱商事の契約の代行をする企業として隆盛をきわめた。だが資金難に陥ったため1979年に岩崎商事を清算し、勝太郎は経営コンサルタントに転身した。
実業家時代はコメット産業・岩崎勝商事・岩崎商事の社長を務める傍ら萬商、高陽化工材、堀越工務所の取締役を務めた。勝太郎の人となりや岩崎商事が資金難に陥ったことが『週刊新潮』1978年11月30日号に取り上げられ話題になったことがある。

## 略歴
- 1941年：東京帝国大学法学部政治学科卒業、三菱重工業に入社。
- 1945年：財閥解体に伴う財閥家族追放により三菱重工業を退社。
- 1948年：コメットエンタープライズに入社。
- 1950年：コメット産業を設立。同社は後に岩崎勝商事と改称。
- 1964年：岩崎勝商事が岩崎商事と改称。
- 1979年：岩崎商事を清算、経営相談所・岩崎勝太郎事務所を設立。
- 1987年：妻・園子死去。
- 1991年5月10日：76歳にて死去。両親及び妻が眠る染井霊園に葬られた。

## 家族・親族
園子夫人は藤原北家の支流日野家の流れを汲む裏松家の末裔・裏松友光子爵の長女だが、勝太郎・園子夫妻には子供がいなかったので吉田良兼・満喜子夫妻の三男（東京海上日動火災保険勤務、良兼の次男が夭折したため戸籍上は次男）を養嗣子とした。吉田良兼は旧子爵で元侍従、満喜子は岩崎豊弥の次女、すなわち勝太郎の妹にあたる。従って勝太郎は甥を養嗣子として迎えたことになる。
また勝太郎の姉・君子は藤原北家の支流御子左家の流れを汲む入江家の末裔にあたる入江相政に嫁ぎ1男1女をもうけた。入江は昭和天皇の侍従長を長く務め、エッセイストとしても活動していた。入江の姉・邦子は高木正得子爵に嫁いだが、正得・邦子夫妻の次女・百合子が三笠宮崇仁親王と結婚して三笠宮妃となったので、岩崎家は入江家・高木家を通じて皇室と姻戚関係で結ばれているといえる。